# Cista de la Carretera de Calonge
La Cista de la Carretera de Calonge és un megàlit que es troba prop de Romanyà de la Selva, Santa Cristina d'Aro, (Baix Empordà), declarat Bé cultural d'interès local.
Es tracta d'una cista megalítica de forma subrectangular enfonsada en el terreny pla i amb un túmul artificial de forma arrodonida. Mesura 2,50 m de llarg per 1 m d'amplada. 13 lloses de granit formen la cambra. Hi ha més lloses caigudes i trencades a poca distància a llevant.
Datada en el Neolític (3500-2500 AC), la cista va ser descoberta per Manuel Cazurro en 1912, i excavada per Lluís Esteva i Cruañas en 1952. Entre els restes que s'hi ha trobat, hi ha petits fragments de ceràmica a mà llisa depositats al Museu d'Història de Sant Feliu de Guíxols.
La cista es troba a la carretera de Romanyà de la Selva a Calonge, 750 m després, a l'inici de la corba que es troba després del trencall de la Cova d'en Daina, hi ha un camí senyalitzat a la dreta que, després de 50 m porta a la cista.